# The Gift of Time
The Gift of Time (al español El Regalo del Tiempo, carátula Archivado el 23 de agosto de 2004 en Wayback Machine.) es un álbum del violinista de jazz fusion Jean-Luc Ponty. Grabado en 1987, es el primer álbum de Ponty bajo el sello Columbia Records.

## Lista de canciones
1. "Prologue" – 1:01
2. "New Resolutions" – 4:47
3. "Faith in You" – 4:46
4. "No More Doubts" – 4:47
5. "Between Sea and Sky" – 5:04
6. "Metamorphosis" – 5:51
7. "Introspective Perceptions" – 7:30
8. "The Gift of Time" – 5:05

## Personal
- Jean-Luc Ponty – violín, violín electrónico Zeta de 5 cuerdas, teclado, synclavier
- Pat Thomi – guitarra
- Baron Browne – bajo
- Rayford Griffin – batería

- Datos: Q7736423